# Viatxeslav Atavin
Viatxeslav Atavin   (Krasnoiarsk, 4 de febrer de 1967) és un jugador d'handbol rus, ja retirat, que va competir durant les dècades de 1980 i 1990.
El 1988, representant la Unió Soviètica, va prendre part en els Jocs Olímpics d'Estiu de Seül, on guanyà la medalla d'or en la competició d'handbol.
En el seu palmarès també destaquen tres medalles al Campionat del món d'handbol, d'or el 1993 i 1997 i de plata el 1990; així com una medalla d'or al Campionat d'Europa de 1996.
A nivell de clubs jugà al Dinamo Astrakhan, amb qui guanyà la lliga soviètica de 1990, el Granollers i el Magdeburg.